# Matt Nathanson
Matt Nathanson (* 28. März 1973 in Lexington, Massachusetts) ist ein US-amerikanischer Musiker und Singer-Songwriter. Seine Musik ist eine Mischung aus Folk und Rock Musik.

## Diskografie
Alben
- 1993: Please
- 1997: ERNST
- 1998: Not Colored Too Perfect
- 1999: Still Waiting for Spring
- 2003: Beneath These Fireworks
- 2006: At the Point (Livealbum)
- 2007: Some Mad Hope
- 2011: Modern Love
- 2013: Last of the Great Pretenders
- 2015: Show Me Your Fangs
- 2018: Sings His Sad Heart

EPs
- 2002: When Everything Meant Everything
- 2003: Plus
- 2007: Slow, But Speeding
- 2008: Left & Right: Live @ Fingerprints, Live @ Park Avenue